# ジュゼッペ・エンリーチ
ジュゼッペ・エンリーチ（Giuseppe Enrici、1896年1月2日 - 1968年8月26日）は、アメリカ合衆国、ピッツバーグ出身で、イタリア国籍の元自転車競技（ロードレース）選手。
1924年のジロ・デ・イタリアにおいて総合優勝（第7、8ステージ勝利）を果たした。
1922年のジロ・デ・イタリアでは総合3位に入った。
1928年引退。